# Ребец, Матиц
Матиц Ребец (словен. Matic Rebec; род. 24 января 1995, Постойна, Словения) — словенский профессиональный баскетболист, играющий на позиции разыгрывающего защитника. Чемпион Европы 2017 года в составе сборной Словении.

## Карьера
Ребец является воспитанником словенского клуба «Гелиос Санз». За свою родную команду Матиц выступал с 2009 по 2015 год, пройдя путь от юношеского до основного состава.
Перед началом сезона 2015/2016 Ребец перешёл в «Крка». Его средняя статистика в сезоне 2016/2017 по итогам 33 игр в национальном чемпионате и 24 матчей в Адриатической лиге составила 11 очков, 5 передач, 3 подбора, 1 перехват.
В сентябре 2017 года стал игроком «Енисея», но в конце декабря покинул команду.
Сезон 2018/2019 Ребец начинал в белградском ФМП, набирая в среднем 11,8 очка и 5,8 передачи в матчах Адриатической лиги. В феврале 2019 года перешёл в «Гипускоа».

## Сборная Словении
На Чемпионате Европы 2017 года Ребец завоевал золотые медали в составе сборной Словении. В этом турнире Матиц принял участие в 3 матчах. Лучшим для него стал поединок против сборной Исландии, в котором он набрал 4 очка, 4 подбора и 2 передачи за 13 минут игрового времени.

## Достижения

### Клубные
- Обладатель Кубка Словении (3): 2015/2016, 2017/2018, 2022/2023
- Серебряный призёр Кубка России: 2024/2025

### Сборная Словении
- Чемпион Европы: 2017